# Hagiomantis fluminensis
Hagiomantis fluminensis es una especie de mantis de la familia Hymenopodidae.

## Distribución geográfica
Se encuentra en Brasil.